# Ribellione di Beytüşşebap
La ribellione di Beytüşşebap fu la prima ribellione curda nella moderna Repubblica di Turchia. La rivolta fu guidata da Halid Beg Cibran della tribù Cibran. Altri comandanti di spicco furono Ihsan Nuri e Yusuf Ziya Bey.
Le sue cause erano in opposizione all'abolizione del califfato ottomano il 3 marzo 1924, alle politiche repressive turche nei confronti dell'identità curda, al divieto dell'uso pubblico e dell'insegnamento delle lingue curde e al reinsediamento dei proprietari terrieri e dei capi tribù curdi nell'ovest del paese. Numerosi ufficiali dell'esercito turco disertarono per la ribellione. La ribellione iniziò nell'agosto 1924, quando la guarnigione di Beytüşşebap si ribellò contro il governo turco. La ribellione non ebbe successo e terminò poco dopo l'inizio. Yusuf Ziya Bey fu arrestato il 10 ottobre 1924 e secondo quanto riferito accusò Halid Beg Cibran di essere anche lui coinvolto nella rivolta. Halid Beg Cibran fu catturato a Erzurum nel dicembre 1924. Entrambi furono processati a Bitlis. Sebbene la ribellione fosse stata repressa, un'altra rivolta curda, la ribellione dello sceicco Said, sarebbe iniziata l'anno successivo.